# Santana do Cariri
Santana do Cariri là một đô thị thuộc bang Ceará, Brasil. Đô thị này có diện tích 768,768 km², dân số năm 2007 là 16469 người, mật độ 21,42 người/km².